# Pedro Benítez
Pedro Benítez, właśc. Pedro Juan Benítez Dominguez (ur. 23 marca 1981 w San Lorenzo) – paragwajski piłkarz występujący na pozycji obrońcy, reprezentant Paragwaju.

## Kariera piłkarska

### Kariera klubowa
W 1998 rozpoczął swoją karierę w Sportivo San Lorenzo. Potem występował w innych paragwajskich klubach Sportivo Luqueño, Club Olimpia i Cerro Porteño. W końcu grudnia 2006 wyjechał do Ukrainy, gdzie podpisał 5-letni kontrakt z Szachtarem Donieck. Przez wysoką konkurencję nie potrafił przebić się do podstawowej jedenastki. Na początku 2005 próbował swoich sił na testach w rosyjskich Kryljach Sowietow Samara. Potem próbował zasilić skład ukraińskiego Czornomorca Odessa. Jednak nie potrafił sprostać wymaganiom trenerów i powrócił do Paragwaju, do swego byłego klubu Cerro Porteño. Na początku 2007 przeszedł do Club Libertad. W 2008 ponownie wyjechał za granicę, tym razem do Meksyku, gdzie bronił barw Tigres UANL. W sezonie 2009/10 występował na zasadach wypożyczenia w brazylijskim Atlético Mineiro. W lipcu 2010 powrócił do ojczyzny ponownie do Cerro Porteño.

### Kariera reprezentacyjna
Od 2004 występuje w reprezentacji Paragwaju. Wcześniej bronił barw młodzieżowej reprezentacji, z którą zdobył srebrne medale na Letnich Igrzyskach Olimpijskich 2004 w Atenach.

## Sukcesy

### Sukcesy klubowe
- mistrz Paragwaju: 2004, 2005, 2007, 2008
- zdobywca Copa Libertadores: 2002
- zdobywca Recopa Sudamericana: 2003

### Sukcesy reprezentacyjne
- wicemistrz Letnich Igrzysk Olimpijskich w Atenach: 2004